# First Anal
First Anal — серия американских порнографических фильмов студии Tushy, посвящённых анальному сексу.

## Описание
Каждый фильм серии составлен из четырёх сцен анального секса между парой — актёром и актрисой. Особенностью данной серии является первый анальный секс в карьере порноактрисы. Сцены, которые включаются в фильм, сначала выходят отдельно в виде веб-сцен на официальном сайте студии.

## Отзывы и награды
Рецензент Джон Бой (англ. John Boy) из XCritic настоятельно рекомендовал первый фильм серии, в заключение отметив: «Tushy и Лански начали ещё одну замечательную серию, которая наверняка понравится всем любителям анала». Рецензент сайта Adult DVD Talk ставит фильму четыре с половиной звезды из пяти, похвалив операторскую работу, освещение и участвующих актрис. Обозреватель Дёрти Боб (Dirty Bob) из AVN ставит First Anal 2 четыре звезды из пяти, похвалив высокое качество и отзывается о серии в целом: «Это прекрасный анальный сериал, который нельзя пропустить». Критик фильмов для взрослых Роджер Т. Пайп (Roger T. Pipe) в обзоре на пятый фильм серии отзывается о нём: «Это красиво снятый фильм с горячими молодыми девушками и хорошим анальным действием».
В январе 2018 года серия выигрывает награду XBIZ Award в категории «Сериал-виньетка года» (англ. Vignette Series of the Year). Через год фильм First Anal 6 одерживает победу на AVN Awards в номинации «Лучший анальный фильм». В январе 2020 года восьмой фильм серии отмечен наградой AVN Awards в категории «Лучший анальный фильм».

## Список фильмов
| Год  | Фильм         | Актёрский состав                                                                                             |
| ---- | ------------- | --- |
| 2016 | First Anal    | Джиджи Алленс, Карла Куш, Ребел Линн, Уитни Вестгейт, Крисс Строукс, Кристиан Клэй и Мануэль Феррара         |
| 2016 | First Anal 2  | Аня Олсен, Голди Раш, Джоджо Кисс, Джоселин Келли, Кристиан Клэй, Маркус Дюпри и Мик Блу                     |
| 2016 | First Anal 3  | Аманда Лейн, Кристен Скотт, Скарлет Рэд, Харли Джейд, Жан Валь Жан, Ксандер Корвус и Мануэль Феррара         |
| 2017 | First Anal 4  | Карли Бейкер, Люси Клайн, Элейна Доусон, Элли Тейт, Жан Валь Жан, Ксандер Корвус и Мик Блу                   |
| 2017 | First Anal 5  | Айви Аура, Пеппер Харт, Хейли Рид, Хлоя Скотт, Жан Валь Жан и Кристиан Клэй                                  |
| 2018 | First Anal 6  | Джейд Найл, Кензи Ривз, Уитни Райт, Хейвен Рэй, Жан Валь Жан, Мануэль Феррара и Мик Блу                      |
| 2018 | First Anal 7  | Иззи Лаш, Лия Сильвер, Пейдж Оуэнс, Эмили Уиллис, Крисс Строукс, Кристиан Клэй и Мик Блу                     |
| 2019 | First Anal 8  | Бри Дэниелс, Зои Блум, Каролина Свитс, Сибил Эй, Мик Блу и Янг Джеймс                                        |
| 2019 | First Anal 9  | Ана Роуз, Джули Кэй, Лана Шарапова, Мишель Джеймс, Жан Валь Жан, Крисс Строукс, Маркус Дюпри и Мик Блу       |
| 2019 | First Anal 10 | Кенна Джеймс, София Люкс, Элис Пинк, Эшли Рэд и Мик Блу                                                      |
| 2021 | First Anal 11 | Джезабель Вессир, Зои Кларк, Зои Спаркс, Слоун Харпер, Жан Валь Жан, Мануэль Феррара, Маркус Дюпри и Мик Блу |

## Награды и номинации
| Год  | Награда          | Результат | Категория                                                    | Фильм                                   |
| ---- | ---------------- | --------- | ------------------------------------------------------------ | --------------------------------------- |
| 2017 | XBIZ Award       | Номинация | Режиссёр года — серия короткометражных фильмов (Грег Лански) | First Anal                              |
| 2017 | XBIZ Award       | Номинация | Сериал-виньетка года                                         | First Anal                              |
| 2017 | XBIZ Award       | Номинация | Фильм-виньетка года                                          | First Anal                              |
| 2017 | XRCO Award       | Номинация | Лучший гонзо-сериал                                          | First Anal                              |
| 2018 | XBIZ Award       | Победа    | Сериал-виньетка года                                         | First Anal                              |
| 2019 | AVN Award        | Номинация | Лучшая анальная сцена (Кензи Ривз и Жан Валь Жан)            | First Anal 6                            |
| 2019 | AVN Award        | Победа    | Лучший анальный фильм                                        | First Anal 6                            |
| 2019 | Fleshbot Award   | Номинация | Лучшая анальная сцена (Кензи Ривз и Жан Валь Жан)            | First Anal 6 (за сцену Anal Confession) |
| 2019 | NightMoves Award | Номинация | Лучший анальный фильм                                        | First Anal 7                            |
| 2020 | AVN Award        | Победа    | Лучший анальный фильм                                        | First Anal 8                            |
| 2020 | XBIZ Award       | Номинация | Сериал-виньетка года                                         | First Anal                              |
| 2020 | XRCO Award       | Номинация | Лучший анальный сериал                                       | First Anal                              |
| 2021 | XBIZ Award       | Номинация | Фильм-виньетка года                                          | First Anal 10                           |